# Britische Mount-Everest-Expedition 1924

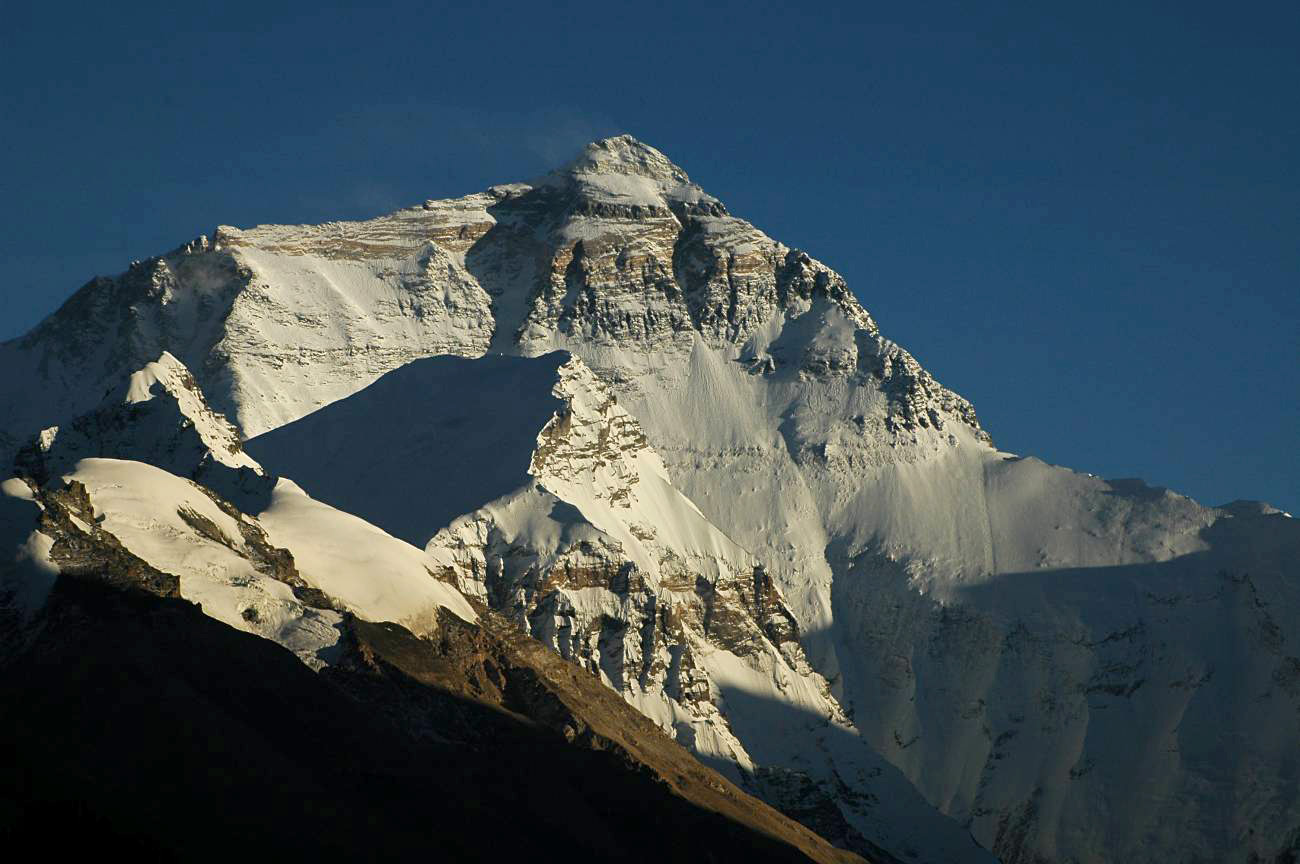
Die Nordflanke des Mount Everest

Die britische Mount-Everest-Expedition 1924 war nach der ebenfalls britischen Expedition im Jahr 1922 die zweite Expedition, die ausdrücklich die Erstbesteigung des 8848 Meter hohen Mount Everest zum Ziel hatte. Im Jahr 1921 hatte eine Erkundungsexpedition stattgefunden. Weil das Königreich Nepal für Ausländer gesperrt war, stand den britischen Expeditionen in der Zeit vor dem Zweiten Weltkrieg nur der Zugang von der tibetischen Nordseite her offen.
Während der Expedition wurden drei Besteigungsversuche unternommen. Der erste scheiterte früh an der Mitarbeit der Träger, den zweiten brach Edward Norton aufgrund der späten Uhrzeit ab, er erreichte aber mit 8573 m eine neue Rekordhöhe für Bergsteiger. Beim dritten und letzten Besteigungsversuch verschwanden die Bergsteiger George Mallory und Andrew „Sandy“ Irvine. Bis heute wird darüber spekuliert, ob sie den Gipfel erreicht hatten. Die Leiche Mallorys wurde im Jahre 1999 gefunden und identifiziert. Ein Schuh mit Überresten von Andrew Irvine wurde im Herbst 2024 entdeckt.
Einen Einblick in die Expedition geben Briefe von Mallory an seine Frau Ruth, die das Magdalene College in Cambridge, wo Mallory von 1905 bis 1909 Geschichte studiert hatte, digitalisiert und transkribiert im Internet zugänglich gemacht hat.

## Motivation und Ausgangslage
Briten waren Anfang des 20. Jahrhunderts an den Wettläufen zur Erreichung des Nordpols und des Südpols beteiligt, jedoch nicht erfolgreich gewesen. Die Erstbesteigung des höchsten Bergs der Erde wurde seither unter dem Motto „Eroberung des Dritten Pols“ intensiv diskutiert und auch mit nationalem Prestige verknüpft. Die Schmach, an den geografischen Polen zu spät gekommen zu sein, sollte am „Dritten Pol“ getilgt werden. Hinzu kamen nationalistisch orientierte Motive, da der Mount Everest, bedingt durch die politische Präsenz der Engländer in Tibet, quasi als Grenzgipfel des britischen Empires angesehen wurde.
Die Südseite des Berges, über welche die heutige Standard-Südroute zum Gipfel führt, war weder erkundet noch für eine Erkundung offen: Nepal galt für westliche Ausländer als „Verbotenes Land“. Auch der Weg über die Nordseite war mit politischen Problemen behaftet: Erst nach besonderen Anstrengungen englischer Regierungsvertreter erlaubte der Dalai Lama die englischen Expeditionsaktivitäten. Tibet war Teil des von den damaligen Großmächten Russland und England in ganz Mittelasien betriebenen „Großen Spiels“ um Macht, Einfluss und wirtschaftlichen Vorrang.
Ein großes Handicap aller Expeditionen zur Nordseite des Mount Everest war das enge Zeitfenster nach der Winterzeit vor dem Einsetzen des Monsunregens. Um vom indisch-englischen Kolonialreich aus von Darjeeling über Sikkim nach Tibet zu gelangen, war das Begehen hoher und winterlich lange verschneit bleibender Pässe östlich der Region des Kangchendzönga notwendig. Dieser ersten Etappe folgte eine langwierige Anreise durch das Arun-Tal bis zum Rongpu-Tal an die Nordwand des Mount Everest. Die mit Pferden, Eseln und Yaks transportierenden Expeditionen erreichten jeweils erst im späten April die Zielregion; und im Juni setzt der Monsun ein.

## Vorbereitungen

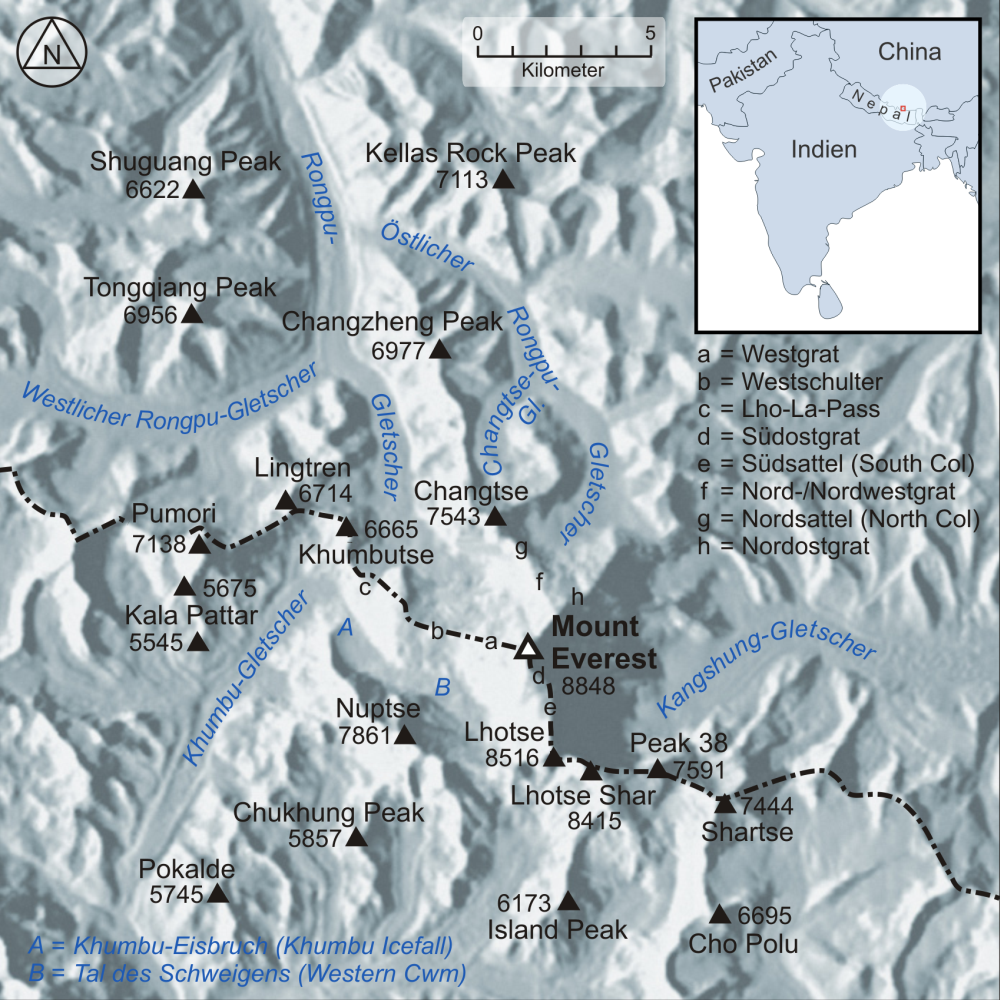
Karte des Mount Everest

Vor dieser Expedition 1924 gab es bereits zwei andere. Alle drei Expeditionen wurden von der Royal Geographical Society und dem Alpine Club gemeinsam durch das Mount Everest Committee nach überwiegend militärischen Prinzipien, und auch mit Beteiligung des Militärs, organisiert.
Bei der ersten Expedition im Jahr 1921 stand die Vermessung der Region um den Mount Everest im Vordergrund, die Erstbesteigung war nicht ausdrückliches Ziel. Während des Aufenthaltes wurde aber auch über mögliche Aufstiegsrouten spekuliert. Zunächst glaubte der damalige bergsteigerische Leiter, Harold Raeburn, eine gangbare Route zum Gipfel entdeckt zu haben. Sie hätte über den kompletten Nordostgrat geführt. Später schlug Mallory, der bei allen Mount-Everest-Expeditionen der 1920er-Jahre dabei war, eine modifizierte Route vor, die ihm leichter erschien. Diese führte zunächst über den Nordsattel und den Nordgrat und erst dann auf den zum Gipfel führenden Nordostgrat. Nach Auffinden des östlichen Zugangs zum Nordsattel war seit 1921 der gesamte Weg ausgekundschaftet und im Wesentlichen klar – er musste „nur noch“ begangen werden.
Während der britischen Mount-Everest-Expedition 1922 wurden auf der von Mallory vorgeschlagenen Route erfolglos mehrere Besteigungsversuche unternommen. Nach deren Rückkehr reichten die Vorbereitungszeit und vor allem die finanziellen Mittel aber nicht mehr aus, auch im Jahr 1923 eine Expedition zu entsenden. Dies war vor allem der Pleite der Alliance Bank in Simla geschuldet, bei der das Committee 700 Pfund verlor. Daher wurde der erneute Besteigungsversuch auf das Jahr 1924 verschoben.
Vor allem die Rolle der Träger wurde im Vorfeld der Expedition neu überdacht. 1922 hatte man festgestellt, dass sie ihre Lasten in größere Höhen tragen konnten als angenommen und somit im Plan der Besteigung wesentlich mehr einbezogen werden könnten.

### Sauerstoff
Das Mount-Everest-Committee war sich nicht einig, ob Flaschensauerstoff mitgeführt werden sollte. 1922 hatten George Ingle Finch und Geoffrey Bruce mit Flaschensauerstoff zwar einen Höhenweltrekord für Bergsteiger aufgestellt, ihre Leistungen wurden im Nachhinein aber weniger anerkannt als die von Mallory, Norton und Somervell. Diese Bergsteiger waren dem Gipfel zwar nicht so nahegekommen, dafür aber ohne Sauerstoffflaschen aufgestiegen. Das Aufsteigen mit Flaschensauerstoff wurde von manchen als unehrenhaft abgelehnt.
Obwohl man vom Nutzen nicht wirklich überzeugt war, wurde die Expedition mit Sauerstoff in Flaschen ausgerüstet. In den zwei Jahren zwischen den Expeditionen waren die Sauerstoffgeräte technisch verbessert worden, der entscheidende Unterschied lag im Fassungsvermögen der Zylinder. Passten 1922 nur 240 Liter Sauerstoff in eine Flasche, waren es im Jahr 1924 schon 535 Liter. Das Bruttogewicht der Geräte von circa 15 Kilogramm konnte zwar nicht reduziert werden, die Sauerstoffmenge aber war nun mehr als doppelt so groß.
Noel Odell sollte auf dieser Expedition der für die Geräte Verantwortliche sein. Da sich Odell jedoch bei der Abreise aus England noch im Ausland befand, machte sich Irvine mit den Geräten vertraut. Schon vor der Abreise hatte er der Herstellerfirma Verbesserungsvorschläge per Brief zukommen lassen, doch waren diese nicht berücksichtigt worden. So machte sich Irvine im Laufe der Expedition daran, die Geräte selbst zu verbessern. Seine modifizierten Geräte waren wohl wesentlich leichter und weniger störungsempfindlich geworden, dennoch hatten die Sauerstoffzylinder oftmals Defekte und leckten. Die Unzuverlässigkeit der Geräte war neben der Diskussion um die Ethik des Bergsteigens der Grund, warum es auch unter den Expeditionsteilnehmern keine einheitliche Meinung zu ihrer Verwendung gab.

### Teilnehmer
Verantwortlich für die Leitung sollte wie zwei Jahre zuvor wieder Brigadier-General Charles G. Bruce sein. Er war verantwortlich für die Beschaffung von Material, die Anwerbung von Trägern und die Wahl der Anmarschroute.
Zudem war die Auswahl der Bergsteiger schwierig. Während des Ersten Weltkriegs waren einige junge Männer gestorben, die zu diesem Unternehmen in der Lage gewesen wären. Fest stand, dass Mallory erneut mit dabei sein sollte, ebenso Howard Somervell, Edward „Teddy“ Norton und Geoffrey Bruce. George Ingle Finchs Teilnahme war aufgrund seiner Klassenzugehörigkeit umstritten. Er suchte nicht, wie andere Bergsteiger, die Nähe zum elitären Auswahlkomitee. Auch seine Präferenz für Flaschensauerstoff stieß auf Kritik. Das Auswahlteam war nicht der Meinung, dass man nur mit zusätzlichem Sauerstoff Erfolg haben könne.
Neu ins Team kamen Noel Odell, Bentley Beetham und John de Vere Hazard. Andrew Sandy Irvine, ein Maschinenbaustudent, den Odell von einer Expedition nach Spitzbergen kannte, war so etwas wie das „Experiment“ des Unternehmens und gleichzeitig ein Versuch, „junges Blut“ zum Mount Everest zu bringen. Aufgrund seines technischen Verständnisses konnte Irvine im Laufe der Expedition die mitgenommenen Sauerstoffgeräte wie erwähnt stark verbessern sowie viele Reparaturen durchführen.
Die Expeditionsteilnehmer wurden nicht allein nach bergsteigerischen Qualitäten ausgewählt. Es spielten sowohl die Schichtzugehörigkeit als auch die Zugehörigkeit zum Militär und die zu bestimmten Berufen eine wichtige Rolle. Insbesondere für die Öffentlichkeit wurden militärische Ränge oder Universitätsabschlüsse der einzelnen Expeditionsteilnehmer hervorgehoben.
Somit setzte sich das Expeditionsteam, neben einer großen Anzahl von Trägern, aus folgenden Personen zusammen:
| Name                              | Funktion                                            | Beruf                                                           |
| --------------------------------- | --------------------------------------------------- | --------------------------------------------------------------- |
| Charles G. Bruce (1866–1939)      | Expeditionsleiter                                   | Offizier, Rang: Brigadier                                       |
| Edward F. Norton (1884–1954)      | Stellvertretender Expeditionsleiter und Bergsteiger | Offizier, Rang: Lieutenant-Colonel                              |
| George L. Mallory (1886–1924)     | Bergsteiger                                         | Lehrer                                                          |
| Bentley Beetham (1886–1963)       | Bergsteiger                                         | Lehrer                                                          |
| J. Geoffrey Bruce (1896–1972)     | Bergsteiger, Verantwortlicher für die Träger        | Offizier, Rang: Captain                                         |
| John de Vere Hazard (1885–1968)   | Bergsteiger, Landvermesser                          | Ingenieur                                                       |
| Richard W.G. Hingston (1887–1966) | Expeditionsarzt, Naturalist                         | Arzt und Offizier, Rang: Major                                  |
| Andrew C. Irvine (1902–1924)      | Bergsteiger                                         | Ingenieur                                                       |
| John B.L. Noel (1890–1989)        | Fotograf, Filmkameramann                            | Offizier, Rang: Captain                                         |
| Noel E. Odell (1890–1987)         | Bergsteiger                                         | Geologe                                                         |
| Edward O. Shebbeare (1884–1964)   | Transportoffizier                                   | Verwaltungsbeamter im indischen Ministerium für Forstwirtschaft |
| T. Howard Somervell (1890–1975)   | Bergsteiger                                         | Arzt                                                            |

## Anreise

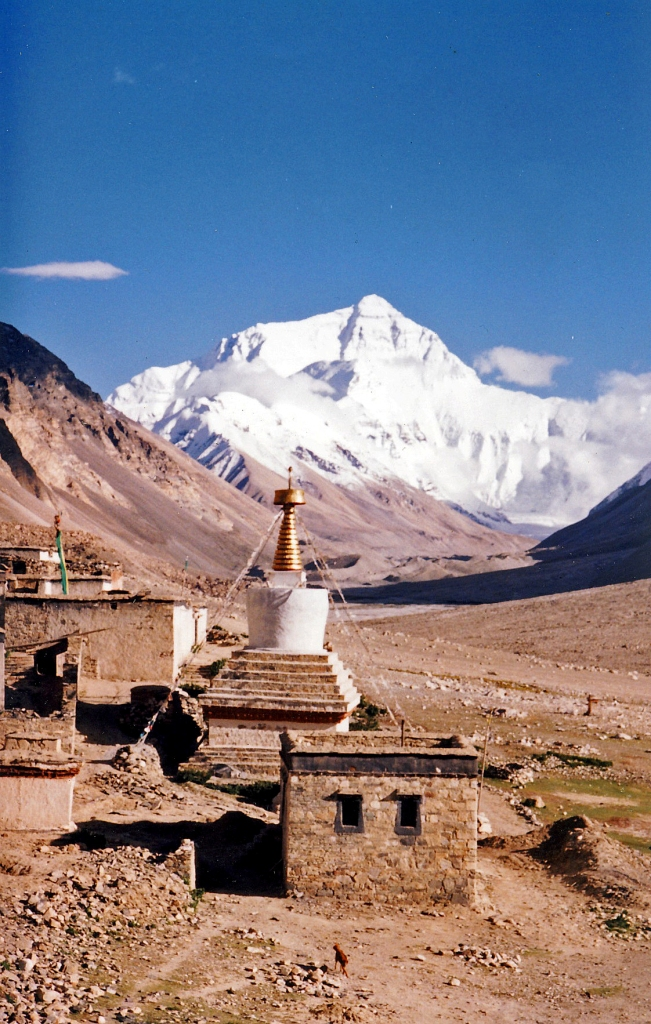
Rongpu-Kloster, im Hintergrund der Mount Everest

Ende Februar 1924 trafen Charles und Geoffrey Bruce, Norton und Shebbeare in Darjeeling ein. Dort wählten sie aus einer Reihe von Tibetern und Sherpas die Träger aus. Zudem wurden wie zwei Jahre zuvor der gebürtige Tibeter Karma Paul als Dolmetscher und Gyalzen als Sirdar (Führer der Träger) angestellt. Auch die Auswahl der Ausrüstungsgegenstände und Nahrungsmittel ging kontinuierlich voran, sodass Ende März 1924, als alle Expeditionsteilnehmer versammelt waren, der Anmarsch zum Mount Everest begann. Man folgte weitgehend der Route, die 1921 und 1922 genommen worden war. Um die Unterkünfte nicht zu überfüllen, marschierte und nächtigte man in zwei Gruppen. Anfang April wurde Yatung erreicht, Phari Dzong am 5. April. Dort gab es Schwierigkeiten mit den Behörden, die sich über zwei Tage hinzogen. Der Hauptteil der Expedition wanderte dann auf dem bekannten Weg Richtung Kampa Dzong, während Charles Bruce und einige andere eine leichtere, aber deutlich längere Route wählten. Auf diesem Weg erkrankte Bruce so schwer an Malaria, dass er die Expeditionsleitung nicht weiter ausüben konnte und sie an Norton übergab, der diese Aufgabe zur völligen Zufriedenheit aller erfüllen sollte. Am 23. April kam die Expedition in Shekar Dzong an; am 28. April erreichte sie das Rongpu-Kloster, nur wenige Kilometer vom geplanten Basislager entfernt. Der Lama des Klosters war krank und konnte weder die Briten begrüßen noch die Träger segnen, wie er es zwei Jahre zuvor getan hatte. Am folgenden Tag erreichten sie das Basislager vor der Gletscherzunge im Haupt-Rongpu-Tal. Nachdem das Wetter während des Anmarsches akzeptabel gewesen war, war es hier sehr kalt und es fiel Schnee.

## Geplante Aufstiegsroute

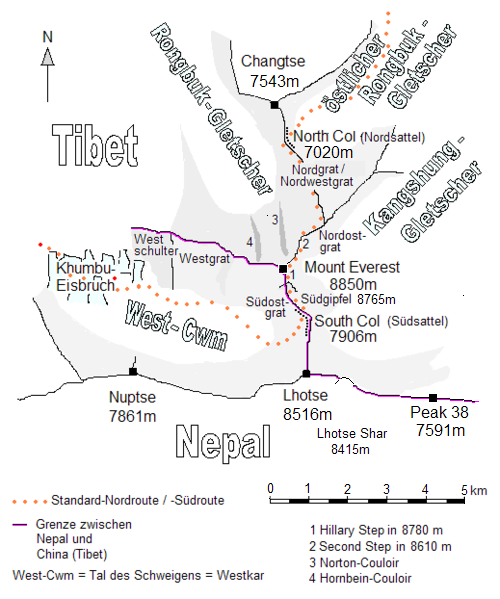
Karte des Mount Everest mit markanten Punkten, die Expedition 1924 versuchte den Aufstieg von Norden

Mallory hatte im Jahr 1921 vom Lhakpa La aus eine gangbare Route zur Nordseite des Berges und weiter zum Gipfel entdeckt. Diese Route beginnt am Rongpu-Gletscher und verläuft dann über den einmündenden Östlichen Rongpu-Gletscher zunächst zum Nordsattel. Von dort aus ermöglichen die ausgesetzten Gipfelgrate (Nordgrat und Nordostgrat) den weiteren Aufstieg. Ein ernsthaftes, kräftezehrendes und klettertechnisch schwieriges Hindernis ist die zweite Felsstufe im Nordostgrat, der Second Step in etwa 8610 m Höhe, deren Schwierigkeit vor der Expedition aber noch unbekannt war. Vielmehr wurde der Berg oberhalb des Nordsattels als einfacher Felsberg angesehen. Der Second Step hat eine Kletterhöhe von etwa 40 Metern, die letzten fünf Meter sind fast senkrecht. Von dort führt die zumeist auf dem Grat verlaufende Route noch recht weit und auch über das bis zu 50 Grad steile Gipfelschneefeld. Erstmals gelang chinesischen Bergsteigern im Jahr 1960 die Bewältigung dieser Route. Abweichend zu dieser späteren Erstbegehung erwogen die Briten, oberhalb des Nordsattels in die Nordflanke des Berges zu queren und über eine steile Schlucht, die später Norton-Couloir genannt wurde, den Gipfel zu ersteigen. Über diese Route erreichte erst Reinhold Messner im Jahr 1980 den Gipfel.

## Aufbau der Lager
Die Positionen der ersten Hochlager waren schon vor der Expedition geplant worden. Das Lager I wurde auf etwa 5500 m am Zusammenfluss des Östlichen Rongpu-Gletschers mit dem Hauptarm errichtet. Das Lager II wurde auf halbem Weg zu den Steilhängen des Nordsattels auf etwa 5900 m aufgebaut. Direkt unter dem vereisten Steilhang wurde das vorgeschobene Basislager (auch Lager III genannt) auf 6400 m errichtet. Die Ausrüstungsgegenstände wurden vor allem von etwa 150 neu angeworbenen Trägern vom Basislager zu den Hochlagern transportiert. Sie bekamen für ihre Arbeit etwa einen Schilling pro Tag. Allerdings verschwanden viele der Träger nach kurzer Zeit, da sie auf ihren Feldern arbeiten mussten. Ende April 1924 wurde begonnen, die Lager I bis III aufzubauen. Entgegen den Erwartungen geriet die Expedition in eine extreme Schlechtwetterphase, die zwischen dem 5. und 11. Mai zu einer dramatischen und zum Teil chaotischen Rückzugsaktion zwang. Dabei waren zwei Todesopfer sowie mehrere Verletzte zu beklagen.
Am 15. Mai nahmen die Expeditionsteilnehmer, am 13. Mai von Norton bewusst angefragt, den Segen des Dzatrul Rinpoche im Kloster Rongpu entgegen, der vor allem die Bhotia- und Sherpa-Hochträger motivierte. Von nun an besserte sich auch das Wetter; Norton, Mallory, Somervell und Odell kamen am 19. Mai im Lager III an. Nur einen Tag später begannen sie mit dem Sichern des Aufstiegs auf den Nordsattel, kehrten jedoch am Abend zunächst zum Lager III zurück. Das Lager IV konnte schließlich am 21. Mai auf dem Nordsattel (etwa 7000 m) errichtet werden.
Während der folgenden Tage verschlechterte sich das Wetter erneut. Hazard wurde mit zwölf Trägern und nur wenigen Nahrungsmitteln im Lager IV zurückgelassen. Später gelang es ihm, mit acht Trägern abzusteigen. Die verbliebenen vier Träger bekamen Angst und kehrten, nachdem sie Hazard zunächst gefolgt waren, ins Lager IV zurück. Dort waren jedoch kaum noch Lebensmittel vorhanden, und es wurden Schneefälle erwartet. Die vier Träger wurden anschließend von Norton, Mallory und Somervell gerettet, obwohl diese drei selbst alle krank waren. Die Träger hatten durchweg Erfrierungen. Eine erneute Katastrophe wie 1922 wollten Somervell und Mallory auf jeden Fall verhindern.
Am 26. Mai versammelte der Leiter die gesamte Mannschaft im Lager I zu einem langen „council of war“ („Kriegsrat“), bei dem die Mannschaft die ursprünglichen Pläne revidierte. Voraussetzung dafür war auch die Verfügbarkeit über noch 15 Träger, die körperlich fit geblieben waren. Diese Elitegruppe bekam die Bezeichnung „the tigers“ (die Tiger).

## Besteigungsversuche
Den ersten Besteigungsversuch unternahmen Mallory und Bruce. Danach bekamen Somervell und Norton eine Chance. Odell und Irvine unterstützten die ersten beiden Gipfelteams von Lager IV aus, Hazard von Lager III. Die Unterstützer waren die Reserve für einen dritten Besteigungsversuch. Beim ersten und zweiten Besteigungsversuch war auf Flaschensauerstoff verzichtet worden.

### Der erste Besteigungsversuch
Am 1. Juni 1924 begannen Mallory und Bruce, unterstützt von neun Trägern, mit dem weiteren Aufstieg vom Nordsattel aus. Das Lager IV lag relativ windgeschützt 50 Meter unter der Nordsattelkante; als die beiden den Schutz verließen, waren sie sehr starkem Wind ausgesetzt. Bevor das Lager V auf etwa 7700 m errichtet werden konnte, hatten vier Träger ihre Lasten abgelegt. Während Mallory die Plattformen für die Zelte errichtete, musste Bruce zusammen mit einem Träger diese abgelegten Lasten holen. Am folgenden Tag weigerten sich drei weitere Träger, den Aufstieg fortzusetzen; der Besteigungsversuch wurde abgebrochen, ohne das Lager VI errichtet zu haben. Auf halbem Weg zum Lager IV trafen sie auf Norton und Somervell, die gerade mit dem zweiten Besteigungsversuch begannen.

### Der zweite Besteigungsversuch
Der zweite Besteigungsversuch wurde bereits ab dem 2. Juni von Norton und Somervell mit Unterstützung von sechs Trägern unternommen. Sie waren erstaunt, Mallory und Bruce so schnell absteigen zu sehen, und machten sich Sorgen, ob ihre Träger ebenfalls nicht über Lager V hinaussteigen würden. Diese Sorge sollte sich als unbegründet erweisen. So wurden am Abend zwei Träger zurück ins Lager IV geschickt, während sich die verbliebenen vier Träger in ein und die zwei Briten in ein anderes Zelt legten. Am folgenden Tag waren drei Träger bereit, ihre Lasten weiter den Berg hinaufzutragen. Das Lager VI wurde auf etwa 8140 m in einer kleinen Felsnische errichtet. Nun wurden die Träger zum Nordsattel zurückgeschickt. Am 4. Juni konnten sich die Bergsteiger erst gegen 6:40 Uhr auf den Weg machen, weil eine Thermosflasche mit Trinkwasser ausgelaufen war und erst neuer Schnee geschmolzen werden musste. Das Wetter schien ideal. Nach etwa 200 die Nordwand traversierenden Höhenmetern setzte aber beiden die Höhe so zu, dass sie viele Pausen einlegen mussten.
Gegen Mittag konnte Somervell nicht mehr weiter aufsteigen; Norton ging allein weiter. Dabei peilte er nicht den Nordostgrat an, sondern blieb deutlich unter der Grathöhe und querte in die Nordwand in Richtung einer Steilschlucht, die sich bis zum östlichen Fuß der Gipfelpyramide zieht. Diese Steilschlucht wird seitdem Norton-Couloir genannt. Dabei machte Somervell eine der bekanntesten Aufnahmen der Expedition: Sie zeigt Norton, wie er auf 8573 m Höhe vorsichtig über steile, von frischem Schnee bedeckte Platten stieg. Bis ins Jahr 1952 konnte kein Bergsteiger nachweisen, eine größere Höhe erreicht zu haben. Die leichteren Hänge der Gipfelpyramide waren nur noch 60 Meter über ihm, als er sich zur Umkehr entschloss. Er begründete dies mit der fehlenden Zeit und Zweifeln an der eigenen Leistungsfähigkeit. Er erreichte Somervell gegen 14 Uhr; sie stiegen gemeinsam weiter ab. Somervell ging hinter Norton. Er hatte sich selbst bereits aufgegeben, als er sich auf den Boden setzte, und drohte an einem Schleimpfropf in seiner Luftröhre zu ersticken. In einem letzten verzweifelten Versuch presste er mit den Armen seinen Oberkörper zusammen und schaffte es schließlich doch noch, den Pfropf zu lösen. Kurz darauf ging es ihm wesentlich besser.
Unterhalb von Lager V wurde es dunkel, dennoch erreichten sie Lager IV. Hier wurden ihnen Sauerstoffflaschen gebracht, die sie aber ablehnten. Stattdessen verlangten sie nach Getränken. In der Nacht eröffnete Mallory Norton seinen Plan, einen Versuch mit Sauerstoffflaschen zu unternehmen. Norton hatte an den folgenden Tagen mit einer Schneeblindheit zu kämpfen.

### Der dritte Besteigungsversuch
Mallory und Bruce waren während des Besteigungsversuchs von Somervell und Norton in das Lager III abgestiegen und mit Sauerstoffflaschen erneut aufgestiegen. Als Begleitung für den dritten Versuch hatte Mallory Irvine ausgewählt. Bei der Entscheidung Mallorys für Irvine gaben vermutlich weniger dessen bergsteigerische Qualitäten den Ausschlag als vielmehr seine Kenntnisse der Sauerstoffgeräte. Zudem hatten sich Mallory und Irvine bereits während der Anreise angefreundet.
Den 5. Juni verbrachten die Bergsteiger in Lager IV. Um 8:40 Uhr des folgenden Tages machten sich Mallory und Irvine zusammen mit acht Trägern auf den Weg zu Lager V, wo sie vier Sherpas wieder hinabschickten. Am 7. Juni erreichten sie Lager VI. Odell ging derweil mit einem Träger ins Lager V. Kurz nach seinem Eintreffen dort kamen auch die restlichen vier Sherpas von Mallory und Irvine im Lager V an; Mallory hatte sie hinuntergeschickt. Sie übergaben Odell unter anderem eine Nachricht von Mallory an John Noel.
Lieber Noel,
wir werden morgen [am 8.] vermutlich sehr früh aufbrechen, um klares Wetter zu haben. Es wird nicht zu früh sein, um 8 p.m. nach uns Ausschau zu halten, entweder beim Queren des Felsbandes unter der Gipfelpyramide oder beim Aufstieg am Grat.
Ihr
G Mallory
Mallory meinte hier nicht 8 p.m. (also abends), sondern 8 a.m. (morgens).
Odell machte sich am Morgen des 8. Juni auf den Weg, um einen guten Aussichtspunkt zu erreichen. Um ihn herum hüllte sich der Berg in Wolken, weshalb er Mallory und Irvine nicht sehen konnte. Er kümmerte sich vor allem um geologische Forschungen und wollte den anderen bei Gelegenheit beim Abstieg helfen. Er erkletterte auf etwa 7900 m einen Felszacken. Dort riss gegen 12:50 Uhr der Nebel kurz auf. Odell vermerkte in seinem Tagebuch, dass er „M & I am Grat sah, wie sie auf den Fuß der Gipfelpyramide gingen“. In einer ersten Nachricht am 5. Juli an die Times beschrieb er dies genauer. Demnach erblickte er den ganzen Gipfel, Kamm und Gipfelpyramide des Mount Everest. Seine „Augen erfassten einen winzigen schwarzen Punkt, der sich auf einer kleinen Firnschneide unter einer Felsstufe im Kamm als Silhouette abhob, und der Punkt bewegte sich. Ein zweiter schwarzer Punkt bewegte sich hinauf zu dem anderen auf dem Grat. Der erste ging dann die große Felsstufe an und tauchte im Nu oben auf; der zweite folgte.“ Odell meinte zunächst, er habe beide Bergsteiger am Second Step beobachtet.
Odell war zum Zeitpunkt der Sichtung besorgt, weil beide erheblich hinter ihrem Zeitplan zurückblieben. Odell stieg nach der Beobachtung hinauf in das Lager VI, in dem er ein großes Chaos vorfand. Kleidung, Nahrungsmittel, Sauerstoffflaschen und Teile der zugehörigen Apparaturen lagen verstreut im Zelt. Nach kurzem Aufenthalt stieg er noch etwas höher und versuchte, durch Rufen und Pfeifen im einsetzenden Schneesturm auf sich aufmerksam zu machen und den Bergsteigern den Abstieg zu erleichtern. Als Odell ins Lager VI zurückkehrte, hörte der Schneefall auf. Er suchte den Berg nach Mallory und Irvine ab, konnte sie aber nicht entdecken.
Da Mallory schnell absteigen wollte und Lager VI nur zwei Personen Platz bot, hatte er Odell angewiesen, bis zum Abend ins Lager IV zurückzukehren, das dieser gegen 18:45 Uhr erreichte. Am 9. Juni machte sich Odell mit zwei Trägern abermals auf den Weg nach oben, da bisher niemand ein Zeichen von Mallory oder Irvine entdeckt hatte. Gegen 15:30 Uhr kamen sie im Lager V an, wo sie übernachteten. Am folgenden Tag ging Odell allein zum Lager VI hoch und fand es unverändert vor. Dann stieg er vermutlich bis auf 8300 m, doch auch von dort aus konnte er keine Spur der vermissten Bergsteiger entdecken. Im Lager VI legte er zwei Schlafsäcke in Form eines „T“ aus, was das verabredete Zeichen für Keine Spur zu finden; Hoffnung aufgegeben an die weiter unten am Berg wartenden Expeditionsteilnehmer war. Anschließend stieg Odell bis zum Lager IV ab. Am Morgen des 11. Juni begannen die Männer mit dem Abstieg vom Nordsattel und beendeten ihre Expedition. Fünf Tage später verabschiedeten sich die Bergsteiger vom Lama des Klosters Rongpu.

## Nach der Expedition
Die verbliebenen Expeditionsteilnehmer errichteten zu Ehren der in den 1920er-Jahren am Mount Everest ums Leben gekommenen Bergsteiger eine Gedenkpyramide. Mallory und Irvine stiegen nach ihrem Tod zu Nationalhelden auf. Die Universität Oxford, an der Irvine studiert hatte, widmete ihm einen Gedenkstein. In der St Paul’s Cathedral fand im Beisein des Königs und anderer Adliger sowie langjähriger Weggefährten ein Gedenkgottesdienst statt. Erst 1933 entsandten die Briten eine weitere Expedition – vor allem hatte die Präsentation des Expeditionsfilms von John Noel, The Epic of Everest (1924), in Europa und Nordamerika, mit eigens eingekauften tanzenden tibetischen Lamas im Programm, den Dalai Lama nicht nur verärgert, sondern auch innenpolitisch in eine schwierige Lage gebracht.

### Odells Sichtung
Odell hielt es nach der Expedition für sehr wahrscheinlich, dass Mallory und Irvine den Gipfel des Mount Everest erreicht hatten. Grundlage dafür war der Ort, an dem er die beiden schwarzen Punkte gesehen hatte, und seine Einschätzung der Bergsteiger. Dabei ist anzumerken, dass Odell den Ort, an dem er sie gesehen haben wollte, immer wieder variierte: Gleich nach der Expedition glaubte er, die beiden Männer am Fuß der Gipfelpyramide, also zwischen dem Second und dem Third Step, gesehen zu haben. Die letzte Stufe ist für Bergsteiger kein ernsthaftes Hindernis, weil sie leicht umgangen werden kann. Im Expeditionsbericht schreibt er, dass die Bergsteiger an der letzten Stufe unter der Gipfelpyramide waren, was auf den Second Step hinweist; der Third Step war zu dieser Zeit noch gar nicht in die Mount-Everest-Terminologie aufgenommen. Später hielt er es auch für möglich, dass er Mallory und Irvine am First Step gesehen hatte. Außerdem schwankten seine Angaben zum Wetter: So beschreibt Odell zunächst, dass er den ganzen Gipfel sehen konnte – später, dass nur ein Teil des Gipfelgrates frei von Nebel war. Als Odell ein Foto der Expedition von 1933 anschaute, mutmaßte er wiederum, er könne die beiden auch am Second Step gesehen haben. 1986 gab er zu, dass er sich seit damals nie wirklich sicher war, an welcher Stufe er Mallory und Irvine erblickt hatte.

### Funde

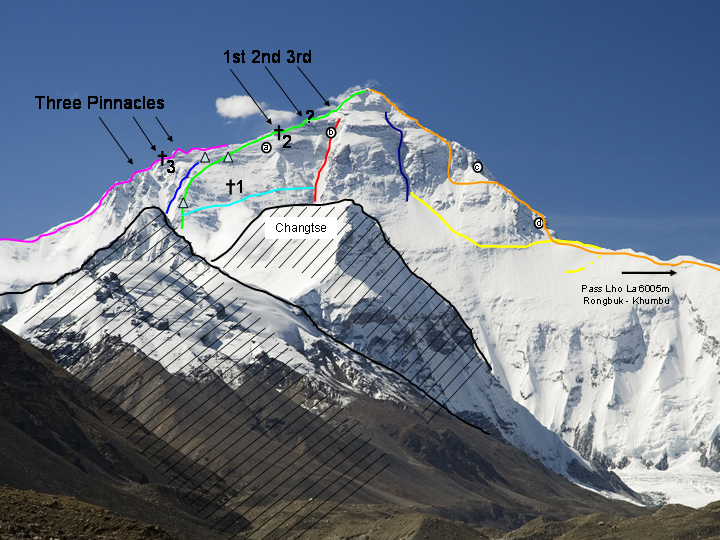
Nordwand des Mt. Everest, grüne Linie = damals versuchter Weg mit Hochlagern; rote Linie = Norton-Couloir; †_{1} = Fundort Mallorys; ? = 2nd Step; ⓑ = Punkt, bis zu dem Norton 1924 kam

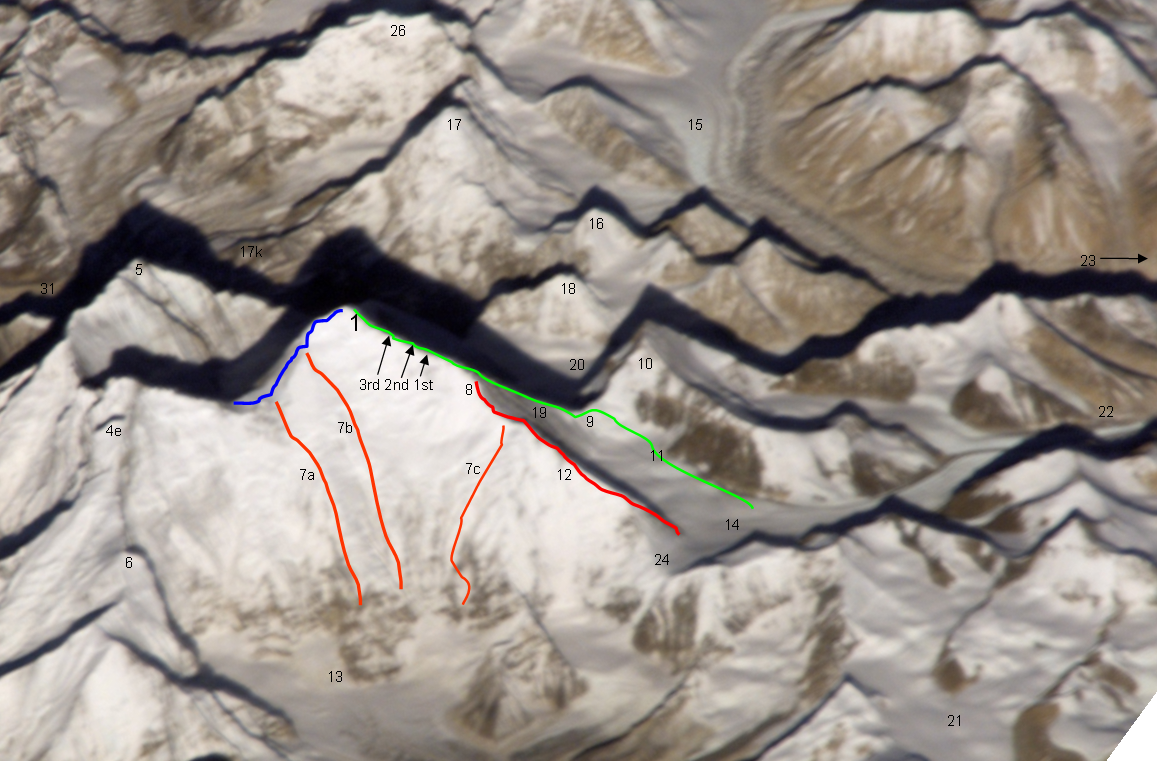
Kangshung-Wand, Nahbereich des Mount Everest von Osten, grün die heutige Normalroute Nord und zu weiten Teilen identisch mit dem Anstieg von Mallory und Irvine

Die ersten bedeutsamen Funde, die Aufschluss über das Schicksal von Mallory und Irvine geben konnten, machte Odell in den Lagern V und VI. In Lager V fand er Mallorys Kompass, der eigentlich als unentbehrlich galt. Zudem entdeckte er mehrere Sauerstoffflaschen und Zubehörteile, sodass er sich zunächst fragte, ob die beiden verschollenen Bergsteiger überhaupt Sauerstoff mitgenommen hatten. Dies deutet darauf hin, dass es im Lager ein Problem mit diesen Flaschen gegeben hatte, das Irvine dann zu beheben versuchte, oder dass beide den Sauerstoff zum Schlafen nutzten. Auch eine elektrische Taschenlampe blieb im Zelt zurück – sie funktionierte noch neun Jahre später, als die Expedition von 1933 auf die Reste des Zeltes stieß.
Harris und Wager, Teilnehmer der britischen Mount-Everest-Expedition 1933, fanden bei ihrem Besteigungsversuch den Eispickel von Irvine etwa 230 Meter östlich vom First Step und 20 Meter unterhalb des Grats. Der Fundort gibt bis heute Rätsel auf: Das Gelände dort ist nicht so schwierig, dass man einen Sturz annehmen müsste, doch würde kein Bergsteiger am Mount Everest seinen Eispickel freiwillig dort zurücklassen.
Der chinesische Bergsteiger Xu Jing entdeckte bei der Erstbegehung des Berges über die Nordroute 1960 einen Toten im Gelben Band, einem Felsband aus gelblichem Gestein. Ähnlich beschrieb Chhiring Dorje den Fund einer alten Leiche. Bei diesem Toten kann es sich nach heutigem Kenntnisstand nur um Irvine gehandelt haben. Bei der zweiten Besteigung des Berges über die Nordroute 1975 entdeckte der chinesische Bergsteiger Wang Hongbao auf 8100 m einen englischen Toten. Diese Nachricht wurde nie offiziell freigegeben – dennoch bildete diese Schilderung den Ausgangspunkt für die erste Mallory-und-Irvine-Suchexpedition von 1986, die jedoch unter schlechten Wetterbedingungen im Nachmonsun stattfand und keine Ergebnisse brachte. 1999 folgte eine zweite Suchexpedition. Sie wurde von Eric Simonson geleitet, der nach eigenen Angaben 1991 nahe dem First Step auf einige uralte Sauerstoffflaschen gestoßen war. Eine dieser Flaschen fand man 1999 wieder und ordnete sie Mallory und Irvine zu. Zudem versuchte man, die Position von Odell einzunehmen, von der aus dieser Mallory und Irvine zuletzt beobachtet hatte. Der Bergsteiger Andy Politz schilderte später, dass von dort aus alle drei Stufen problemlos zu unterscheiden waren. Die wohl bedeutendste Entdeckung in jenem Jahr war aber Mallorys Leichnam, auf einer Höhe von 8155 m. Der Zustand der Leiche lässt darauf schließen, dass er nicht sehr weit gestürzt ist. Ein Absturz vom Grat erscheint somit unwahrscheinlich; hingegen ist das Gelbe Band als Unglücksort zu vermuten. Der Leichnam selbst liegt bis heute auf einem nur leicht geneigten Schuttband. Der Fundort des Eispickels von Irvine kann nicht ohne weiteres mit dem Auffindeort der Leiche Mallorys verknüpft werden: dazu sind seine Verletzungen nicht schwer genug. Sicher erscheint, dass Mallory stürzte und ein Stück abrutschte. Die dabei erlittenen Verletzungen reichten aus, den weiteren Abstieg unmöglich zu machen (Kopfverletzung, ein Bein war gebrochen), er blieb aber vermutlich nach dem Sturz zunächst bei Bewusstsein. Anders wäre die beinschonende Haltung kaum zu erklären, in der er gefunden wurde. Mallory trug keine Schneebrille, als er starb. Das Bild seiner Frau, das er auf dem Gipfel ablegen wollte, fand sich 1999 nicht in seiner Tasche. Da auch die Kamera fehlte, kann niemand angeben, wie hoch er kam. Um seinen Leib war ein gerissenes Seil gebunden.
Bei der bisher letzten Suchexpedition 2001 fand man einen Handschuh, der vermutlich ebenfalls von einem der beiden vermissten Bergsteiger stammt. Er lag in der Nähe des Grats auf 8440 m Höhe und könnte als Markierung hinterlassen worden sein, da man hier zum Nordsattel absteigen kann. Weiter entdeckte man das letzte Hochlager von Mallory und Irvine auf etwa 8140 m Höhe.
Die amerikanische Bergsteigerin Sue Gillner hatte schon 1981 an der Kangshung-Wand ein Stück Metall mit einer Art Riemen gefunden. Dies könnte nach ihren Aussagen ein Teil einer alten Tragekraxe der Sauerstoffgeräte gewesen sein.
Im September 2024 fand eine Bergsteigergruppe mit Jimmy Chin einen Stiefel mit dem Fuß Andrew Irvines auf dem Rongpu-Gletscher am Fuß der Nordwand des Mount Everest.

## Vermutungen über den möglichen Gipfelerfolg
Bis heute kursieren Mutmaßungen, dass Mallory und Irvine es bis auf den Gipfel des Mount Everest geschafft haben könnten und somit die Erstbesteiger des Berges wären. Eine wichtige Frage lautet: Eignete sich die Kleidung der beiden Bergsteiger überhaupt für den Gipfel? Im Jahr 2000 schafften es spanische Bergsteiger in Reproduktionen der Originalkleidung bis auf eine Höhe von 8550 m. Sechs Jahre später kam der Fernsehproduzent Graham Hoyland in einer Nachbildung der Originaltextilien bis ins vorgeschobene Basislager auf 6400 m. Fälschlicherweise wird oft angegeben, er sei in dieser Kleidung, die aus mehreren Schichten von Schafwoll-, Baumwoll- und Seidenstoffen unter einer Gabardinejacke bestand, bis auf den Gipfel gekommen. Die aus den Originalmaterialien nachgeschneiderte Kleidung Mallorys hat man auch mit modernen Testverfahren auf Winddichtigkeit und Isolationsvermögen geprüft. Sie entspricht demnach etwa einer Lage moderner Thermounterwäsche unter zwei Lagen Fleece und einem Überanzug aus Gore-Tex – bei guten Bedingungen für den Gipfel ausreichend, aber nicht für ein Notbiwak oder starken Schneefall.
Besonders Odells Sichtung wird bis heute lebhaft diskutiert. Die Schilderung Odells und das heutige Wissen lassen den Second Step als Ort der Sichtung unwahrscheinlich erscheinen. Dieser ist in so kurzer Zeit, wie von Odell beschrieben, nicht zu erklettern. Nur der First Step und der heute bekannte Third Step sind so schnell zu überwinden. Gegen den First Step spricht, dass Odell sie in seiner ersten Schilderung als kurz unterhalb der Gipfelpyramide kletternd beschrieb. Der First Step ist von dieser weit entfernt; das kann man kaum verwechseln. Der Third Step erscheint aber ebenfalls unwahrscheinlich, denn ihn zu erreichen hätte eine viel frühere Aufbruchszeit als geplant vorausgesetzt. Trotzdem stellten manche in jüngerer Vergangenheit immer wieder Theorien auf, ob und wie Mallory und Irvine den Second Step hätten bezwingen – oder umgehen – können. Oscar Cadiach war 1985 der erste, der die Stufe frei kletterte. Er bewertete die Schlusswand mit V+ und damit innerhalb von Mallorys Können. Theo Fritsche bestätigte diese Einschätzung nach seiner Besteigung 2001. Conrad Anker ließ die seit 1975 am Step befestigte Leiter 2007 abnehmen, um diese Stufe ohne deren Hilfe zu erklettern. Leo Houlding kletterte dabei im Nachstieg und bewertete sie mit VI. Beide erreichten den Gipfel mit annähernd der gleichen Ausrüstung (z. B. Baumwollseil) und Kleidung, wie sie auch Mallory und Irvine zur Verfügung gestanden hatte.
Gegenstand vieler Szenarien zu einem möglichen Gipfelerfolg Mallorys ist auch, dass dieser sich von seinem jungen Partner getrennt haben könnte. So könnte Irvine Mallory mit einem Schulterstand am Second Step geholfen haben, diesen zu überwinden. Oberhalb des Steps könnte es Mallory dann allein bis zum Gipfel geschafft haben. Dafür sprach bis zum Auffinden der Leiche Mallorys der von Wang Hongbao gesichtete englische Tote, bei dem es sich um Irvine handeln sollte. Dieser sei laut solchen Erklärungsversuchen gestorben, während er auf Mallory wartete. Viele bescheinigen Mallory aber ein ausreichendes Maß an Bergsteigeranstand und können sich nicht vorstellen, dass ein Gentleman wie Mallory seinen Schützling allein gelassen hätte. Das um Mallorys Leib gebundene, gerissene Seil lässt darauf schließen, dass beide Bergsteiger zum Zeitpunkt des Unglücks angeseilt waren, sie sich also nicht vorher getrennt hatten.
Gegen die Annahme, dass der Gipfel erreicht wurde, spricht auch, dass der Weg, von unten betrachtet, sehr viel kürzer erscheint, als er in Wirklichkeit ist, und sie somit vor Einbruch der Dunkelheit kaum den höchsten Punkt hätten erreichen können. Erst 1990 konnte Edmund Viesturs den Gipfel von einer ähnlich weit entfernten Stelle erreichen, wie Mallory und Irvine es vorhatten. Viesturs kannte aber den Weg, während Mallory und Irvine auf völlig unbekanntem Terrain gingen. Zudem war Irvine kein erfahrener Bergsteiger, sondern ein Anfänger, und es wirkt unglaubwürdig, dass Mallory seinen neuen Freund derartig in Gefahr gebracht hätte und weiter zur Spitze stieg, ohne an eine sichere Rückkehr zu denken. Wie und unter welchen Umständen beide Bergsteiger ums Leben kamen, konnte bis heute nicht geklärt werden.
Heutige Ersteiger der im Wesentlichen gleichen Route brechen wegen des sehr langen Hin- und Rückwegs und um eine zweite Nacht mit Biwak zu vermeiden, am Tag des Gipfelsturms in aller Regel bereits um Mitternacht aus dem letzten Hochlager auf 8200 m auf. Sie nutzen bis zum Morgengrauen beim Anstieg das Licht elektrischer Stirnlampen – eine Technik, über die die Engländer damals nicht verfügten.
Die Erstbesteiger Tenzing Norgay und Edmund Hillary fanden fast 30 Jahre später keine Spuren auf dem Gipfel, die auf einen früheren Erfolg hingedeutet hätten.

## Filme
- The Wildest Dream – Conquest of Everest. Dokudrama, USA, 2010, 94 Min., Regie: Anthony Geffen, Drehbuch: Mark Halliley, Schauspieler: Conrad Anker, Hugh Dancy, Ralph Fiennes, (The Wildest Dream bei IMDb).
- Der Erste auf dem Mount Everest? Dokumentarfilm, Dokudrama, Frankreich, Deutschland, VR China, 2011, 52 Min., Regie: Frédéric Lossignol, Gerald Salmina, Produktion: arte France, MC4, ORF Universum, WDR, pre tv, Taglicht Media, Erstausstrahlung: 22. Januar 2011, Inhaltsangabe von arte.